# Lava Beds nationalmonument

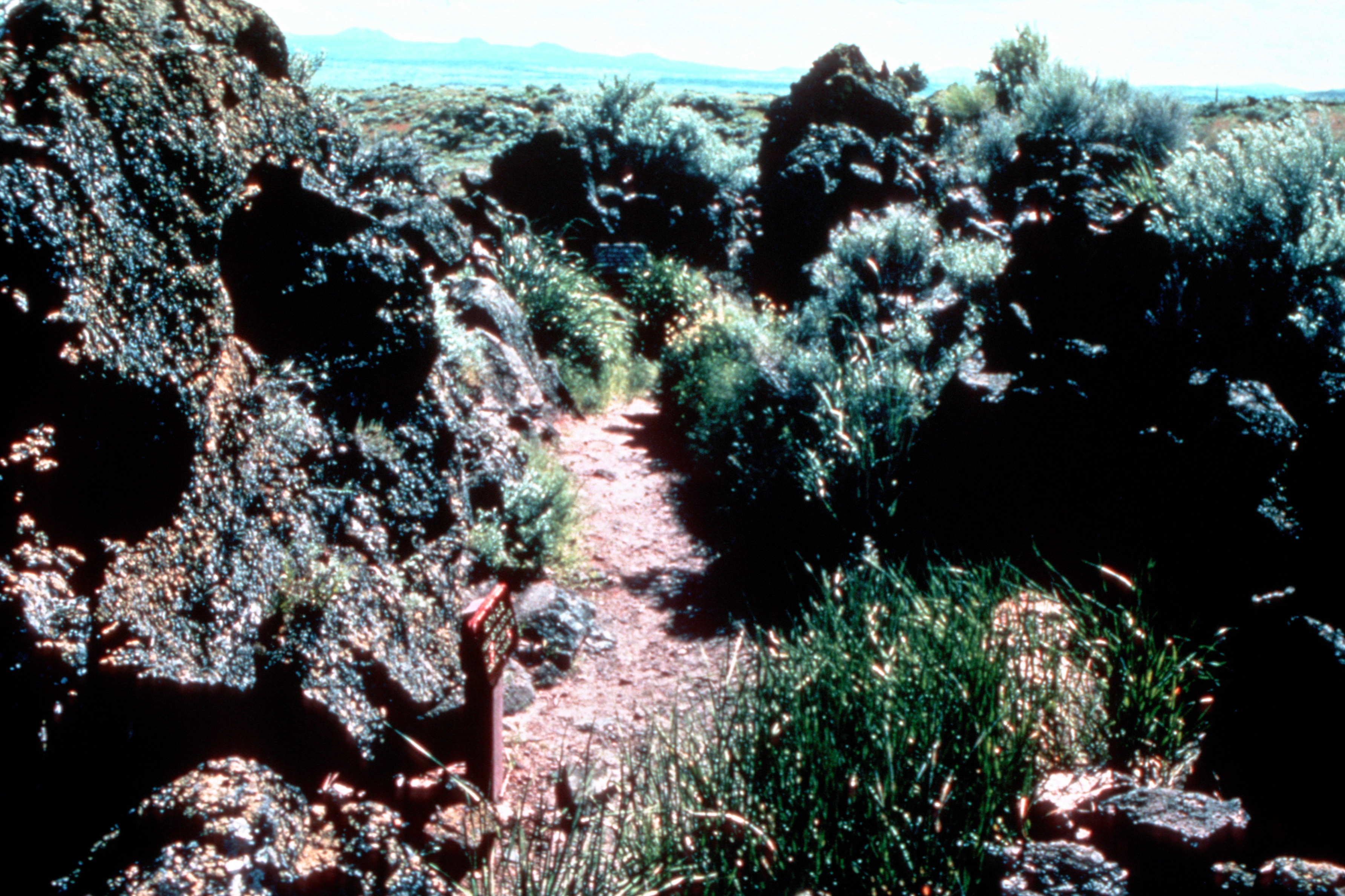
Lava Beds nationalmonument

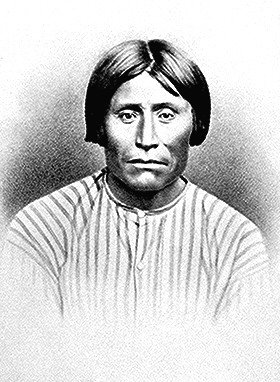
Kintpuash (Captain Jack)

Lava Beds nationalmonument ligger i delstaten Kalifornien i USA. Förutom att vara ett stort förstenat lavaflöde finns här med än 700 grottor och en grupp med Modoc-indianer höll stånd här mot armén 1873.